# Llista d'ocells de Niue
Aquesta llista d'ocells de Niue inclou les 31 espècies d'ocells que hi ha a l'illa de Niue ordenades per ordres i famílies, de les quals dues es troben globalment amenaçades d'extinció i 1 hi fou introduïda.
| Ordre             | Família        | Nom científic            | Nom català                 | Observacions                         | Imatge                     |
| Anseriformes      | Anatidae       | Anas superciliosa        | Ànec cellut                | Rar/accidental                       | Anas superciliosa          |
| Galliformes       | Phasianidae    | Gallus gallus            |                            | Introduït                            | Gall                       |
| Procellariiformes | Procellariidae | Macronectes giganteus    | Petrell gegant             | Rar/Accidental i a prop de l'amenaça |                            |
| Procellariiformes | Procellariidae | Puffinus pacificus       |                            |                                      | Puffinus pacificus         |
| Phaethontiformes  | Phaethontidae  | Phaethon lepturus        | Cuajonc becgroc            |                                      | Cuajonc becgroc            |
| Suliformes        | Fregatidae     | Fregata minor            | Fregata gran               | Rar/Accidental                       | Fregata gran               |
| Pelecaniformes    | Ardeidae       | Egretta novaehollandiae  | Martinet carablanc         | Rar/Accidental                       | Martinet carablanc         |
| Pelecaniformes    | Ardeidae       | Egretta sacra            | Martinet sagrat            | Rar/Accidental                       | Martinet sagrat            |
| Gruiformes        | Rallidae       | Gallirallus philippensis |                            |                                      | Gallirallus philippensis   |
| Gruiformes        | Rallidae       | Porzana tabuensis        |                            |                                      | Porzana tabuensis          |
| Gruiformes        | Rallidae       | Porphyrio porphyrio      | Polla blava                |                                      | Polla blava                |
| Charadriiformes   | Charadriidae   | Pluvialis fulva          | Daurada petita del Pacífic |                                      | Daurada petita del Pacífic |
| Charadriiformes   | Scolopacidae   | Tringa incana            |                            |                                      |                            |
| Charadriiformes   | Scolopacidae   | Numenius tahitiensis     |                            | Rar/Accidental i vulnerable          | Numenius tahitiensis       |
| Charadriiformes   | Scolopacidae   | Numenius arquata         | Becut                      | Rar/Accidental i a prop de l'amenaça | Becut                      |
| Charadriiformes   | Scolopacidae   | Limosa lapponica         | Tètol cuabarrat            | Rar/Accidental                       | Tètol cuabarrat            |
| Charadriiformes   | Scolopacidae   | Arenaria interpres       | Remena-rocs                |                                      | Remena-rocs                |
| Charadriiformes   | Scolopacidae   | Calidris alba            | Territ de tres dits        |                                      | Territ de tres dits        |
| Charadriiformes   | Scolopacidae   | Calidris melanotos       | Territ pectoral            | Rar/Accidental                       | Calidris melanotos         |
| Charadriiformes   | Laridae        | Larus dominicanus        | Gavià dominicà             | Rar/Accidental                       | Gavià dominicà             |
| Charadriiformes   | Laridae        | Anous stolidus           | Nodi comú                  |                                      | Nodi comú                  |
| Charadriiformes   | Laridae        | Gygis alba               | Xatrac blanc               |                                      | Xatrac blanc               |
| Columbiformes     | Columbidae     | Ptilinopus perousii      |                            |                                      | Ptilinopus perousii        |
| Columbiformes     | Columbidae     | Ptilinopus porphyraceus  |                            |                                      |                            |
| Columbiformes     | Columbidae     | Ducula pacifica          |                            |                                      |                            |
| Psittaciformes    | Psittacidae    | Vini australis           |                            |                                      |                            |
| Cuculiformes      | Cuculidae      | Eudynamys taitensis      |                            |                                      |                            |
| Strigiformes      | Tytonidae      | Tyto alba                | Òliba                      |                                      |                            |
| Apodiformes       | Apodidae       | Aerodramus spodiopygius  |                            |                                      |                            |
| Passeriformes     | Campephagidae  | Lalage maculosa          |                            |                                      |                            |
| Passeriformes     | Sturnidae      | Aplonis tabuensis        |                            |                                      |                            |
| ----------------- | -------------- | ------------------------ | -------------------------- | ------------------------------------ | -------------------------- |